# Askalu Menkerios
Askalu Menkerios là Bộ trưởng Du lịch hiện tại  và cựu Bộ trưởng Bộ Lao động và Phúc lợi Xã hội của Eritrea. Cô sinh ra và lớn lên ở Eritrea. Bà là thành viên của Mặt trận Dân chủ và Công lý (PFDJ).